# Izvornik, Varna
Izvornik (în bulgară Изворник) este un sat în comuna Vălci Dol, regiunea Varna,  Bulgaria. 

## Demografie
Componența etnică a satului Izvornik
     Turci (40,76%)
     Bulgari (41,3%)
     Romi (15,76%)
     Nicio identificare (2,17%)
La recensământul din 2011, populația satului Izvornik era de 184 locuitori. Nu există o etnie majoritară, locuitorii fiind bulgari (41,3%), turci (40,76%) și romi (15,76%). Pentru 2,17% din locuitori nu este cunoscută apartenența etnică.